# Le Pied dans la fourmilière
Le Pied dans la fourmilière est la cinquième histoire de vingt pages de la série de bande dessinée belge Les Casseurs créée par le dessinateur Christian Denayer et le scénariste André-Paul Duchâteau, publiée au no 37 du 1er novembre 1977 dans Tintin Sélection.
Celle-ci sera publiée dans Case départ en janvier 2002 par Loup et dans le cinquième intégrale en janvier 2010 par Le Lombard.

## Descriptions

### Personnages
- Al Russel
- Brock

## Publications

### Périodique
- Tintin Sélection : no 37 du 1er novembre 1977[1]

### Albums
- Case départ, version luxe, signée et numérotée à 200 exemplaires, augmentée de 8 pages inédites et accompagnées d'un ex-libris, également signé et numéroté, Loup,  (ISBN 2-930283-35-1), janvier 2002
Scénario : André-Paul Duchâteau - Dessin : Christian Denayer
- 4 Les Casseurs : L'intégrale 5, Le Lombard,  (ISBN 978-2-8036-2594-9), janvier 2010
Scénario : André-Paul Duchâteau - Dessin : Christian Denayer - Couleurs : Frank Brichau

## Sources
- Les Casseurs : Case départ sur La Bédéthèque
- Les Casseurs : L'intégrale 5 sur Le Lombard